# Мухаммед аль-Насір Салах-ад-Дін
Мухаммед аль-Насір Салах-ад-Дін (араб. الناصر محمد صلاح الدين; 4 вересня 1338 — 2 листопада 1391) — імам Зейдитської держави у Ємені.

## Життєпис
Був сином імама Алі аль-Магді. У першій половині XIV століття кілька імамів висували свої претензії на владу. В середині століття імам Алі аль-Магді досягнув значного впливу, який, однак, знизився після його смерті 1372 року у Дамарі. Після смерті батька Мухаммед став єдиним і безперечним зейдитським імамом Ємену.
Був порівняно успішним правителем. Він розширив свої володіння до Тіхами у прибережній смузі Червоного моря Південної Аравії. За рік після оголошення імамату Мухаммед аль-Насір спробував захопити Сану, але не зміг зламати оборону міста. Тоді він одружився з матір'ю аміра Ідріс бен Абдалла, а коли той приїхав, щоб зустрітись зі своїм новим вітчимом, він заарештував аміра та став повновладним правителем Сани 1381 року. Ідріс та його матері дозволили жити в місті, але без подальших контактів з імамом.
1391 року під час поїздки верхи його мул скинув його та протягнув по землі, в результаті чого імам зазнав смертельних травм. Його смерть приховували упродовж двох місяців з метою уникнення заворушень. Похований у мечеті Салах ад-Дін, зведеній за його ініціативою.
Його дружиною була Фатіма ас-Саїда, дочка предводителя Курдів з Дамара. Після смерті аль-Насіра почались внутрішні заворушення серед зейдитської еліти, утім контроль над Саною невдовзі було встановлено за його малолітнім сином Алі